# Calycopis beon
Calycopis beon är en fjärilsart som beskrevs av Jacob Hübner. Calycopis beon ingår i släktet Calycopis och familjen juvelvingar. Inga underarter finns listade i Catalogue of Life.